# Fidelia Graand-Galon
Fidelia Graand-Galon (Moengo, 8 april 1959) is een Surinaams sociologe, welzijnswerker en ambassadeur. In 2000 was ze medeoprichter van het Marron Vrouwen Netwerk. Van 2007 tot 2015 was ze ambassadeur in Trinidad en Tobago en is dat vanaf 2022 in Ghana.

## Biografie
Fidelia Galon, is geboren in een marron-gemeenschap in Moengo, Marowijne. Ze is christelijk en aangesloten bij de Volle Evangelie. Om op bepaalde momenten inzicht in het leven te krijgen, vertrouwt ze op teksten in de bijbel. Ze behaalde haar pedagogisch diploma in 1992 op het IOL en haar graad van doctorandus (vergelijkbaar met master) in sociologie aan de AdeKUS. Daarnaast volgde ze diverse internationale trainingen.
In november 2000 was zij medeoprichter van het Marron Vrouwen Netwerk, een organisatie die zich richt op de empowerment en belangenbehartiging van marronvrouwen. Daarnaast was ze beleidsmedewerker voor programma's op het gebied van gender en armoede.
In 2007 werd ze benoemd tot ambassadeur van Suriname in Trinidad en Tobago. Ze was al twee maal eerder gevraagd vanwege haar internationale ervaring, maar had het aanbod steeds afgeslagen omdat ze geen afscheid wilde nemen van het vrijwilligerswerk, waar haar passie ligt. Ze was in deze periode drie jaar lang dean van het diplomatieke korps. Ze bleef aan in deze functie tot november 2015 en keerde toen terug naar het ministerie in Paramaribo.
Bij terugkeer zette ze haar activiteiten voor het Marron Vrouwen Netwerk voort. Tijdens de verkiezingen van 2020 was ze verkiesbaar voor de ABOP.
In februari 2022 werd zij door president Chan Santokhi beëdigd als aanstaand ambassadeur in Ghana. Sinds december 2023 en april 2024 is ze ook beëdigd tot niet-residerend ambassadeur voor respectievelijk Kenia en Zuid-Afrika.
Ze werd in 2023 een maand lang geëerd op de Iconenkalender van NAKS.

## Onderscheidingen
- 2005: Gaanman Gazon Matodja Award
- 2014 Eredoctoraat in filosofie en humanoria van de 'College of Christian Education Department' van de United Graduate College and Seminary International[4][12]
- 2014: Change Nations Global Leadership Award als Exemplary Global Leader, Trinidad[12]
- 2014: Golden Rule International Award, Trinidad[12]